# Nijemi krik
Nijemi krik je američki dokumentarni film o pobačaju, autora Bernarda Nathansona iz 1984. godine.
Film prikazuje tijek pobačaja na 12 tjedana starom ljudskom fetusu preko ultrazvuka. U filmu se komentarima i glazbenom pozadinom sugerira gledatelju da ljudski fetus doživljava bol i neugodnost tijekom zahvata, s ciljem buđenja suosjećanja prema fetusu. Film se prikazivao u velikom broju država i kao sredstvo edukacije. Pogledao ga je i američki predsjednik Ronald Reagan u Bijeloj kući. Autor filma je američki liječnik Bernard Nathanson, koji je dugo godina bio jedan od vodećih aktivista za legalizaciju pobačaja i osobno je izvršio tisuće pobačaja. Nakon što je ultrazvučna kontrola dobila veću primjenu u prenatalnoj medicini, postao je aktivist protiv pobačaja. U sklopu toga je dao snimiti ovaj dokumentarni film.
U Hrvatskoj je prikazivan na nastavi vjeronauka. Godine 2004. povučen je iz nastave, zbog negodovanja tiskanih medija.

## Kritike
Mnogi članovi[koji?] medicinske zajednice bili su kritični prema filmu, optužujući ga da je obamnanjujuć i da pruža lažnu sliku. Richard Berkowitz, profesor opstetricije i ginekologije iz medicinskog centra Mount Sinai u Chicagu, opisao je film kao "činjenično pogrešan i nepravedan". John Hobbins iz sveučilišta Yale naziva korištenje specijalnih efekta u filmu obmanjujućim. Istakao je da je film ultrazvučne kontrole u početku sporiji, ali da je ubrzan kada se kirurški instrumenti uvode da bi dali dojam da se fetus izmiče u strahu. Hobbins dovodi u pitanje "vrisak", uz napomenu da "fetus troši puno vremena s otvorenim ustima", da "vrisak" može biti i zijevanje, a također i da "usta" identificirana na nejasnu ultrazvuka u filmu nisu uopće usta već prostor između fetusove brade i prsa.
Stručnjaci za fetalni razvoj tvrde da, suprotno Nathanson tvrdnji u filmu, fetus ne može uočiti opasnost ili biti sposoban za svrhovito kretanje. David Bodian, neurobiolog sa sveučilišta Johns Hopkins, navodi da liječnici nisu imali dokaze da je dvanaest tjedana stari fetus mogao osjećati bol, ali je ukazao na mogućnost refleksnih pokreta od strane fetusa u odgovoru na vanjske podražaje poput kirurških instrumenata. Veličina ultrazvučne slike i fetusa modelu koji se koristi je također bio zabluda, pokazivali su fetus veličine bebe, dok je u stvarnosti dvanaest tjedana stari fetus velik 5 cm.

## Vanjske poveznice
- Nijemi krik  Arhivirana inačica izvorne stranice od 30. listopada 2007. (Wayback Machine)
- Izvješće pravobranitelja za djecu RH iz 2004.
- Kome smeta Nijemi krik[neaktivna poveznica] Veritas br. 3/2004.: Otvoreno pismo ministru Primorcu - Kome smeta nijemi krik?